# 권태하
권태하(權泰夏, 1906년 6월 2일 ~ 1971년 10월 10일)는 일제강점기의 육상 선수이었고, 대한민국의 체육인이다. 1932년 하계 올림픽 육상 남자 마라톤에 출전하여 2시간 42분 52초로 9위를 기록하였다.